# لنگر (مانه وسملقان)
روستای لنگر در شهرستان سملقان (استان خراسان شمالی) قرار دارد، کشاورزی شغل اصلی مردم این روستا است که دارای محصولاتی چون گندم، جو، گوجه فرنگی، پیاز، کلزا، آفتابگردان می‌باشد. روستای لنگر از آب آشامیدنی، برق، گاز، تلفن، خانه بهداشت و جاده آسفالت برخوردار است. مرقد شریف امامزاده اسحاق در این روستا قرار دارد. طبق اظهارات مرحوم قربان محمد بروشک ( ۱۳۹۳ فوت نمود ) این روستا دارای بیش از هفتاد هزار متر مربع (هفت هکتار) قبرستان و تعداد زیادی سرداب بوده که مدخل‌های همه پوشیده می‌باشد و قبلاً زمانی که به دلایلی مانند بارش شدید برف دفن اموات مشکل بوده به عنوان گورستان اموات استفاده می‌شده است ( نامبرده آخرین فردی بوده که جنازه ای را در داخل یکی از سرداب ها قرار داده است ).
حمام قدیمی روستا با قدمتی بیش از صد سال و نوع معماری خاص خود در حال نابودی می باشد و نیاز به توجه مسئولین و مرمت دارد .